# Ruscus hypophyllum
Ruscus hypophyllum är en sparrisväxtart som beskrevs av Carl von Linné. Ruscus hypophyllum ingår i släktet Ruscus och familjen sparrisväxter. Inga underarter finns listade i Catalogue of Life.

## Bildgalleri

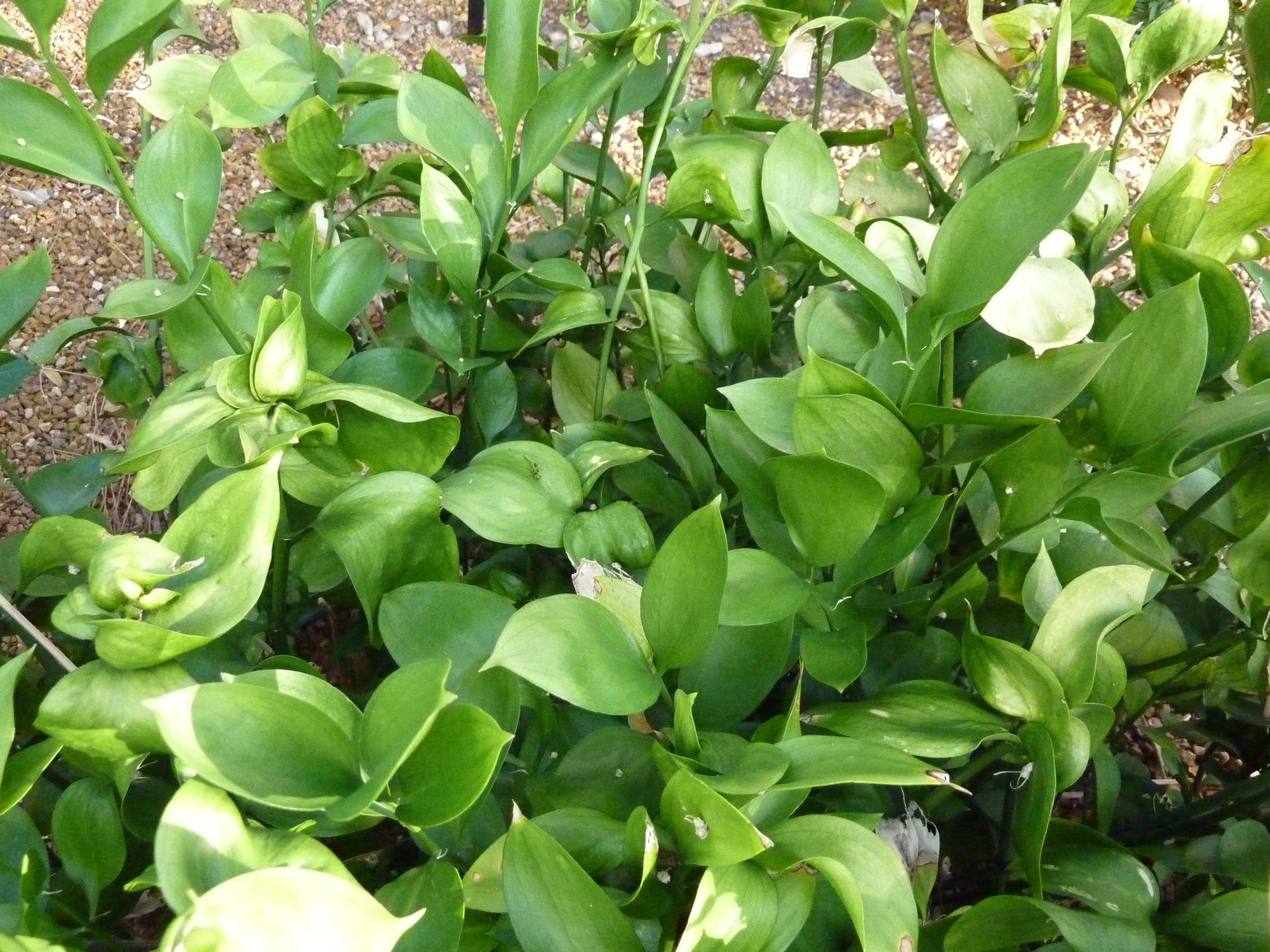
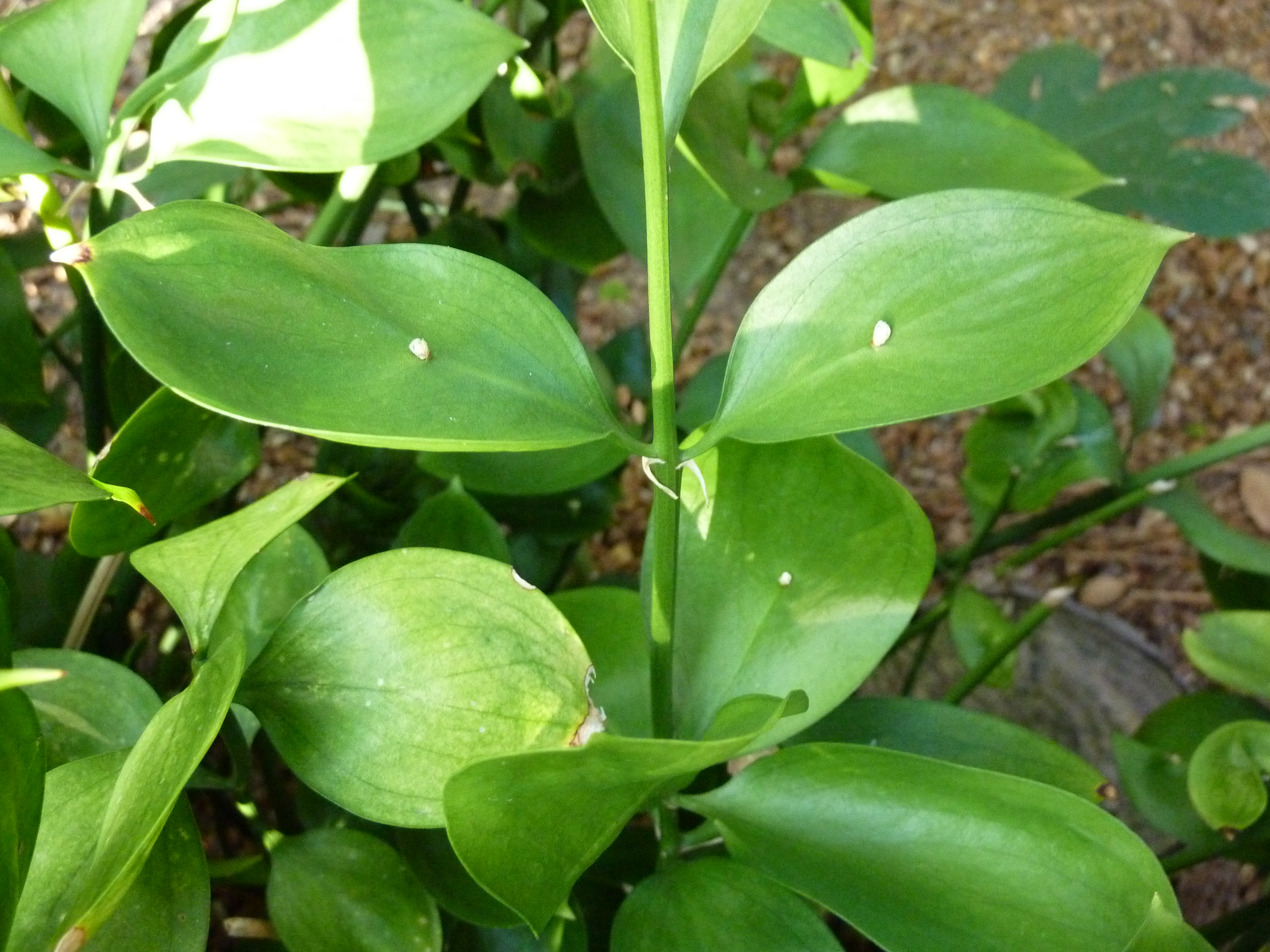